# Boulengerula
Genre
Synonymes
- Afrocaecilia Taylor, 1968

Boulengerula est un genre de gymnophiones de la famille des Herpelidae.

## Répartition
Les 8 espèces de ce genre se rencontrent en Tanzanie, au Kenya, au Rwanda et au Malawi. Leurs présences est incertaine en Ouganda, au Burundi, en République démocratique du Congo, en Zambie et au Mozambique.

## Liste d'espèces
Selon Amphibian Species of the World (10 février 2014) :
- Boulengerula boulengeri Tornier, 1896
- Boulengerula changamwensis Loveridge, 1932
- Boulengerula denhardti Nieden, 1912
- Boulengerula fischeri Nussbaum & Hinkel, 1994
- Boulengerula niedeni Müller, Measey, Loader & Malonza, 2005
- Boulengerula taitana Loveridge, 1935
- Boulengerula uluguruensis Barbour & Loveridge, 1928

En 2017, une nouvelle a été décrite (Zootaxa) :
- Boulengerula spawlsi Wilkinson, Malonza & Loader

## Étymologie
Ce genre est nommé en l'honneur de George Albert Boulenger (1858-1937), zoologiste britannique d'origine belge.

## Publication originale
- Tornier, 1896 : Reptilien, Amphibien.  In: Möbius, K. (Ed.), Deutsch Ost-Afrika, vol. 3, Die Thierwelt Ost-Afrikas (Part 4). Dietrich Reimer, Berlin, p. 1-164.